# Liste des sites classés et inscrits d'Ille-et-Vilaine
La liste des sites classés d'Ille-et-Vilaine présente les sites classés du département d'Ille-et-Vilaine.

## Liste
Les critères sur lesquels les sites ont été sélectionnés sont désignés par des lettres, comme suit :
- TC : Tout critère
- A : Artistique
- P : Pittoresque
- S : Scientifique
- H : Historique
- L : Légendaire

| Commune | Site classé | Description | Date du classement          | Critère de classement | Géolocalisation             | Superficie(ha) | Autres labels | Illustration |
| --- | --- | ----------- | --------------------------- | --------------------- | --------------------------- | -------------- | ------------- | ------------ |
| Saint-Coulomb | Des parcelles à Saint-Coulomb dans un ensemble de la partie est de l'anse du Chevret jusqu'à l'extrême est de l'anse Duguesclin, comprenant notamment la pointe du Meinga, l'anse de la Touesse, la pointe du Grand-Nez, l'anse et l'île Duguesclin et leurs abords             |             | Arrêté du 4 juillet 1963    | P                     |                             |                |               |              |
| Paimpont | La fontaine de Barenton située dans la commune de Paimpont sur la parcelle 830 section A |             | Arrêté du 6 novembre 1934   | TC                    |                             |                |               |              |
| Paimpont | La fontaine de la Fée Viviane située dans la commune de Paimpont sur la parcelle 151 section D |             | Arrêté du 6 novembre 1934   | TC                    |                             | 0,5            |               |              |
| Saint-Briac-sur-Mer | La parcelle 490 section A, à Saint-Briac, site de la Croix des Marins |             | Arrêté du 18 novembre 1913  | A                     |                             |                |               |              |
| Dompierre-du-Chemin | La parcelle n° 751 du Saut-Roland sur la commune de Dompierre-du-Chemin |             | Arrêté du 19 janvier 1931   | TC                    |                             | 4,1            |               |              |
| Saint-Briac-sur-Mer | La partie sud de la propriété des Emaux à Saint-Briac-sur-Mer sise à l'angle du bd. de la Mer et de la rue du Moulin sur la n° 690 et constituée par un trapèze de 4 x 6 x 6 m sur lequel s'élève entre deux arbres le monument de la Grande Duchesse Kyrill                    |             | Arrêté du 17 août 1943      | TC                    |                             | 0,01           |               |              |
| Cancale | La Pointe des Crolles à Cancale, délimitée à l'ouest, au sud et au sud-ouest par le chemin, à l'est par la mer et au nord par une ligne longeant la propriété Laurent et située à 55 mètres de l'extrémité sud du chemin, parcelles 542p et 543p                                |             | Arrêté du 28 octobre 1942   | TC                    |                             |                |               |              |
| Saint-Briac-sur-Mer | La pointe des douaniers, bordant le Bréchet, à Saint-Briac |             | Arrêté du 24 juin 1931      | TC                    |                             | 0,17           |               |              |
| Saint-Briac-sur-Mer | La presqu'île du Nessay située dans la commune de Saint-Briac-sur-Mer et s'étendant sur une partie de la parcelle cadastrale 440 |             | Arrêté du 15 juin 1931      | TC                    |                             | 1,2            |               |              |
| Saint-Briac-sur-Mer | La propriété dite Kan-An-Awal à Saint-Briac-sur-Mer, parcelle 790 |             | Arrêté du 5 novembre 1943   | TC                    |                             | 0,03           |               |              |
| Étrelles, Vitré | Le château des Rochers-Sévigné, à Vitré, ainsi que l'étang de Beuvron et ses abords à Etrelles |             | Arrêté du 22 novembre 1943  | TC                    | 48° 04′ 50″ N, 1° 10′ 08″ O | 58,7           | Inscrit MH    |              |
| Cancale | "Le chemin rural n° 56 dit ""chemin de ronde"" et suivant la côte depuis le sémaphore jusqu'à la pointe des Crolles, appartenant à la commune de Cancale et sis sur la parcelle 543 section B"                                                                                  |             | Arrêté du 28 octobre 1942   | TC                    |                             | 0,25           |               |              |
| Luitré | Le chêne du Feulavoir situé à Luitré |             | Arrêté du 20 juin 1936      | TC                    |                             |                |               |              |
| Saint-Malo | Le fort de la Conchée, à Saint-Malo, appartenant à l'État français (ministères des Finances et de la Guerre) |             | Décret du 18 août 1935      | TC                    |                             | 0,12           |               |              |
| Saint-Aubin-du-Cormier | Le groupe de rochers dit les roches-piquées dans le bois de Rumignon sur la commune de Saint-Aubin-du-Cormier |             | Arrêté du 30 juin 1910      | A                     |                             |                |               |              |
| Saint-Erblon | Le manoir de la Salle et son parc, à Saint-Erblon |             | Arrêté du 30 mai 1944       | TC                    |                             | 16,1           |               |              |
| Saint-Lunaire | Le moulin de Saint-Lunaire sur la commune de Saint-Lunaire et le Tertre-es-Saisne sur lequel il se dresse |             | Arrêté du 3 novembre 1943   | TC                    |                             | 0,01           |               |              |
| Saint-Briac-sur-Mer | Le moulin Pierre Allée et ses abords immédiats sur la parcelle 702 du cadastre de la commune de Saint-Briac-sur-Mer |             | Arrêté du 3 septembre 1943  | TC                    |                             |                |               |              |
| Longaulnay | Le parc du château de Caradeuc pour sa partie située dans le département d'Ille-et-Vilaine sur les communes de Longaulnay et de Saint-Pern (cf. Plouasne dans les Côtes-d'Armor)                                                                                                |             | Arrêté du 8 août 1945       | TC                    |                             | 45,8           |               |              |
| Saint-Pern | Le parc du château de Caradeuc pour sa partie située dans le département d'Ille-et-Vilaine sur les communes de Longaulnay et de Saint-Pern (cf. Plouasne dans les Côtes-d'Armor)                                                                                                |             | Arrêté du 8 août 1945       | TC                    |                             |                |               |              |
| Cesson-Sévigné | Le parc de Champagné et une partie du parc de la Chalotais |             | Arrêté du 14 mai 1992       | P                     |                             | 3,9            |               |              |
| Saint-Briac-sur-Mer | Le piton central du Mont de la Garde-Guérin à Saint-Briac comprenant toute la partie située au-dessus de la cote 50 entre la ligne de niveau correspondante et le tracé de la route de corniche                                                                                 |             | Décret du 7 juin 1932       | TC                    |                             | 0,2            |               |              |
| Saint-Briac-sur-Mer | Le site formé par le front de mer entre les pointes de la Haye et de la Garde-Guérin sur la commune de Saint-Briac |             | Décret du 27 juillet 1992   | P                     |                             | 244            |               |              |
| Saint-Malo | Le square Duguay-Trouin à Saint-Malo, les rues Saint-Vincent et Porcon de la Barbinais, la place et la rue Broussais, les rues de Dinan, de l'Epine (entre les rues de la Fosse et Surcouf) et la promenade du Sillon (du jardin des Douves à l'av. de Moka)                    |             | Arrêté du 13 juillet 1926   | A                     |                             |                |               |              |
| Paimpont | Le tombeau de Merlin-l'Enchanteur situé dans la commune de Paimpont sur la parcelle 150 section D |             | Arrêté du 6 novembre 1934   | TC                    | 48° 04′ 40″ N, 2° 07′ 03″ O | 4              |               |              |
| Saint-Christophe-de-Valains | Le tulipier de Virginie situé à Saint-Christophe-de-Valains dans la propriété de M. Dorange, sur la parcelle 699 section A (arbre mort en 1969). |             | Arrêté du 4 mars 1938       | TC                    |                             | 0,01           |               |              |
| Le Tronchet | Le vieux frêne situé dans la cour de l'abbaye Notre-Dame du Tronchet, sur la commune du Tronchet |             | Arrêté du 18 octobre 1932   | TC                    |                             |                |               |              |
| Saint-Malo | L'ensemble constitué à Saint-Servan (Saint-Malo - Saint-Servan-sur-Mer) par le fort de la Cité et le glacis, ainsi que le rocher qui le supporte, et appartenant à l'État par le Secrétariat d'État à la Guerre                                                                 |             | Arrêté du 17 septembre 1942 | TC                    |                             | 3,5            |               |              |
| Cherrueix, Roz-sur-Couesnon, Saint-Broladre, Saint-Georges-de-Grehaigne, Saint-Marcan                                                            | L'ensemble constitué par le domaine public maritime de la baie du Mont Saint-Michel sur les départements de la Manche et de l'Ille-et-Vilaine |             | Arrêté du 28 mai 1987       | LHP                   |                             |                |               |              |
| Mont-Dol | L'ensemble de la Calotte du Mont-Dol formé sur la commune de Mont-Dol par une partie délimitée dans la parcelle 182 section E appartenant en totalité à la commune |             | Décret du 18 août 1934      | TC                    |                             | 0,02           |               |              |
| Cancale | L'ensemble formé à Cancale par la Pointe du Hock, ou Falaise du Champ Daniel, situé sur la parcelle 626p section B appartenant à la commune |             | Arrêté du 7 février 1944    | TC                    |                             | 4              |               |              |
| Saint-Germain-en-Coglès | L'ensemble formé à Saint-Germain-en-Coglès par la chapelle de Marigny et ses abords |             | Arrêté du 21 avril 1938     | TC                    |                             | 0,03           |               |              |
| Cancale | L'ensemble formé par des parcelles de la commune de Cancale s'étendant sur la Pointe Chaterie, Port-Pican, les falaises du Tertre, la Vallée de Port-Briac et la Pointe des Rimains                                                                                             |             | Arrêté du 18 octobre 1958   | P                     |                             | 12             |               |              |
| Cancale | L'ensemble formé par des parcelles de la commune de Cancale situées aux lieux-dits Port-Mer, Port-Pican et Port-Briac |             | Arrêté du 12 décembre 1963  | P                     |                             | 30             |               |              |
| Cancale, Saint-Coulomb, Saint-Malo, Saint-Briac                                                                                                  | L'ensemble formé par dix îles et îlots d'Ille-et-Vilaine dont le classement est notifié aux maires de Cancale, Saint-Coulomb, Saint-Malo et Saint-Briac ainsi qu'aux propriétaires intéressés                                                                                   |             | Décret du 18 juin 1976      | P                     |                             | 49,17          |               |              |
| Cherrueix, Roz-sur-Couesnon, Saint-Broladre, Saint-Georges-de-Grehaigne et Saint-Marcan                                                          | L'ensemble formé par le site de la baie du Mont Saint-Michel sur les communes de Cherrueix, Roz-sur-Couesnon, Saint-Broladre, Saint-Georges-de-Grehaigne et Saint-Marcan (Ille-et-Vilaine) et Ceaux, Champeaux, etc. (Manche)                                                   |             | Décret du 25 mai 1987       | LHP                   |                             |                |               |              |
| Dompierre-du-Chemin | L'ensemble formé sur Dompierre-du-Chemin par l'arête rocheuse du Saut-Rolland depuis la rivière jusqu'à l'extrémité sud-ouest des n°s 862 et 842 sur une largeur d'environ 20 m. avec de chaque côté sur toute la longueur une bande de 5 m.                                    |             | Arrêté du 24 août 1931      | TC                    |                             | 1,2            |               |              |
| Bruz | L'ensemble formé sur la commune de Bruz par la parcelle n° 692 section J, et comprise dans le massif rocheux qui domine sur la rive gauche de la Vilaine le vieux moulin de Boël                                                                                                |             | Arrêté du 16 mars 1934      | TC                    |                             | 4              |               |              |
| Bruz | L'ensemble formé sur la commune de Bruz par les parcelles n°s 691, 694 et partie de 671 appartenant au Commandant Massart, et comprises dans le massif rocheux qui domine, sur la rive gauche de la Vilaine, le vieux moulin de Boël                                            |             | Arrêté du 21 novembre 1933  | TC                    |                             | 3              |               |              |
| Cancale | L'ensemble formé sur la commune de Cancale par la pointe du Grouin, limitée à l'ouest, au nord et à l'est par la mer, et au sud par une ligne droite située à une distance de 20 mètres au nord du sémaphore et sise sur la parcelle n° 2, propriété communale                  |             | Arrêté du 3 novembre 1942   | TC                    |                             | 3              |               |              |
| Cancale | L'ensemble formé sur la commune de Cancale par la Pointe du Nid et les falaises des Daules |             | Arrêté du 31 janvier 1963   | P                     |                             | 50             |               |              |
| Cesson-Sévigné | L'ensemble formé sur la commune de Cesson-Sévigné par le domaine de Bourg-Chevreuil (parcelles 62, 63, 67 à 70 section H) appartenant à Mlle Marie Amélie de Graix, y demeurant                                                                                                 |             | Arrêté du 4 juillet 1972    | TC                    | 48° 07′ 05″ N, 1° 36′ 12″ O | 2,8            |               |              |
| Champeaux | L'ensemble formé sur la commune de Champeaux par la place de l'église et son puits (non cadastré) et les immeubles qui la bordent |             | Arrêté du 20 janvier 1964   | P                     |                             | 0,2            |               |              |
| Champeaux | L'ensemble formé sur la commune de Champeaux par le parc du Château de l'Espinay |             | Arrêté du 7 septembre 1943  | TC                    |                             | 49             |               |              |
| Dompierre-du-Chemin | L'ensemble formé sur la commune de Dompierre-du-Chemin par le château de Kodéan et son parc |             | Arrêté du 5 mars 1976       | TC                    |                             | 12,5           |               |              |
| Fougères | L'ensemble formé sur la commune de Fougères par la Place aux arbres et la place Leroux |             | Arrêté du 30 décembre 1913  | A                     |                             | 2              |               |              |
| Guichen | L'ensemble formé sur la commune de Guichen par la carrière des Landes |             | Arrêté du 10 janvier 1966   | S                     |                             | 0,78           |               |              |
| Le Pertre | L'ensemble formé sur la commune de Le Pertre par le château et son parc cadastrés 1 à 17 section AB et appartenant à M. Geoffray Paul y demeurant |             | Arrêté du 30 juin 1972      | TC                    |                             | 11,9           |               |              |
| Mont-Dol | L'ensemble formé sur la commune de Mont-Dol par le moulin à vent situé sur le tertre du Mont-Dol et le terrain sur lequel il s'élève cadastré 182p section E appartenant à M. Emile Gingast                                                                                     |             | Arrêté du 19 septembre 1949 | P                     |                             | 3,7            |               |              |
| Moulins | L'ensemble formé sur la commune de Moulins par le château de Monbouan et son parc |             | Arrêté du 23 novembre 1963  | P                     | 48° 01′ 19″ N, 1° 21′ 43″ O | 64,3           |               |              |
| Saint-Malo | L'ensemble formé sur la commune de Paramé (Saint-Malo - Paramé) par la pointe du Havre de Rothéneuf |             | Arrêté du 23 janvier 1957   | P                     |                             | 1              |               |              |
| Rennes | L'ensemble formé sur la commune de Rennes par la propriété sise 6 rue Saint-Martin, parcelles 2460 à 2468 section A |             | Arrêté du 22 janvier 1968   | P                     |                             | 2              |               |              |
| Saint-Briac-sur-Mer | L'ensemble formé sur la commune de Saint-Briac-sur-Mer par l'îlot du Perron et le domaine public maritime correspondant |             | Décret du 26 septembre 1974 | P                     |                             | 1,5            |               |              |
| Saint-Coulomb | L'ensemble formé sur la commune de Saint-Coulomb par la propriété dite Roz-ven située en bordure de l'anse de la Touesse |             | Arrêté du 30 mai 1958       | P                     |                             |                |               |              |
| Saint-Just | L'ensemble formé sur la commune de Saint-Just par le site des Landes de Cojoux |             | Décret du 20 janvier 1981   | P                     |                             | 262            |               |              |
| Saint-Suliac | L'ensemble formé sur la commune de Saint-Suliac par la pointe du Puits et le mont Garrot |             | Décret du 8 décembre 1983   | P                     |                             | 249            |               |              |
| Bains-sur-Oust | L'ensemble formé sur les communes de Bains-sur-Oust (Ille-et-Vilaine), Saint-Vincent-sur-Oust et Glénac (Morbihan) par le site de l'île aux Pies |             | Décret du 18 mai 1981       | P                     |                             | 262            |               |              |
| Cancale, Saint-Coulomb | L'ensemble formé sur les communes de Cancale et de Saint-Coulomb par la Côte d'Emeraude |             | Décret du 30 mai 1983       | P                     |                             | 447            |               |              |
| Clayes, Saint-Gilles | L'ensemble formé sur les communes de Clayes et de Saint-Gilles par le château de Clayes-Palys et son parc et leurs abords |             | Arrêté du 25 novembre 1965  | P                     |                             | 52,71          |               |              |
| Guipry-Messac, Langon, Sainte-Anne-sur-Vilaine                                                                                                   | L'ensemble formé sur les communes de Sainte-Anne-sur-Vilaine, Langon et Guipry-Messac, par le site des Corbinières |             | Décret du 15 mars 1982      | P                     |                             | 926            |               |              |
| Rennes | L'ensemble urbain constitué sur la commune de Rennes par la rue du Chapitre, la rue de Montfort (n° 1) et la place du Calvaire (n° 2) |             | Arrêté du 13 avril 1962     | P                     |                             | 0,02           |               |              |
| Saint-Briac-sur-Mer | Les parcelles 488 et 489 section A, au lieu-dit la Croix des Marins, sur la commune de Saint-Briac |             | Arrêté du 19 mai 1914       | A                     |                             | 0,04           |               |              |
| Le Minihic-sur-Rance, Pleurtuit, La Richardais, Saint-Jouan-des-Guérets, Saint-Malo, Saint-Père-Marc-en-Poulet, Saint-Suliac, La Ville-ès-Nonais | L'estuaire de la Rance à Langrolay, Lanvallay, Pleudihen, Plouer, Saint-Helen, Saint-Samson, Taden, La Vicomte (en Côtes-d'Armor), Le Minihic, Pleurtuit, La Richardais, Saint-Jouan-des-Guérets, Saint-Malo, Saint-Père, Saint-Suliac, La Ville-ès-Nonais (en Ille-et-Vilaine) |             | Décret du 6 mai 1995        | SP                    | 48° 33′ 57″ N, 1° 59′ 10″ O | 3127           |               |              |
| Combourg | L'étang de Combourg |             | Arrêté du 27 juin 1945      | TC                    |                             | 19             |               |              |
| Paimpont | L'étang du bourg de Paimpont, parcelle 205 section H |             | Arrêté du 6 avril 1934      | TC                    |                             | 60             |               |              |
| Saint-Coulomb | Modification de l'arrêté du 4 juillet 1963 portant classement d'un ensemble (et inscription d'un autre) de parcelles depuis la partie est de l'anse du Chevret jusqu'à l'extrémité est de l'anse Duguesclin sur la commune de Saint-Coulomb                                     |             | Arrêté du 25 mars 1964      | P                     |                             |                |               |              |
| Saint-Briac-sur-Mer | Terrains comm. de Saint-Briac limités au nord par la limite sud de la bande de terrain avoisinant la pointe des douaniers, à l'est par une ligne depuis la borne n° 5 au carrefour RN 786 et CD n° 3, au sud par le CD n° 3, à l'ouest par le chemin VO n° 16                   |             | Arrêté du 1er mars 1948     | TC                    |                             | 1,5            |               |              |
| Saint-Aubin-du-Cormier | Un groupe de rochers dit La roche piquée du bois de Rumignon sur la commune de Saint-Aubin-du-Cormier comprenant une longueur de crête rocheuse de 145 mètres |             | Arrêté du 16 mai 1911       |                       |                             | 16             |               |              |
| Saint-Briac-sur-Mer | Une bande de terrain d'une largeur de 4 mètres à partir du sommet de la falaise vers l'intérieur des terres située au voisinage de la pointe des douaniers sur la commune de Saint-Briac                                                                                        |             | Décret du 15 mars 1932      | TC                    |                             | 4              |               |              |
| Le Minihic-sur-Rance | Une partie de la Promenade des Hures située sur la commune de Le Minihic-sur-Rance |             | Arrêté du 6 mai 1961        | P                     |                             | 7              |               |              |